# Rodrigo Caballero y Llanes

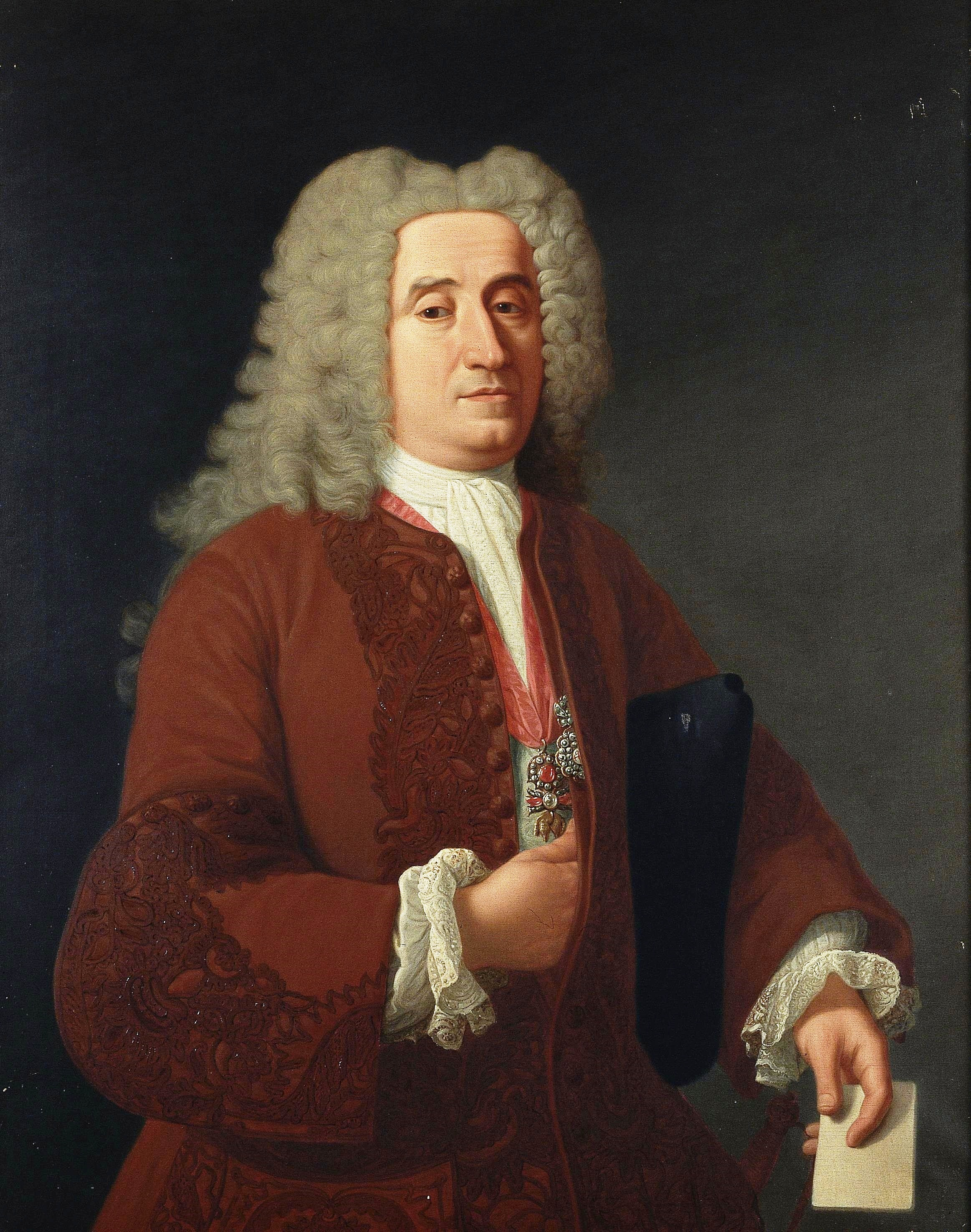
Retrato de José Patiño Rosales, intendente general de la Real Armada

Rodrigo Caballero e Yllanes (5 de agosto de 1663, Valverde del Camino, Reino de Sevilla - 11 de agosto de 1740, Madrid, Reino de Castilla)fue un militar y político español que se desempeñó como primer intendente general del Ejército de Felipe V y miembro de su Consejo de Guerra. El mariscal Caballero fue uno de los principales protagonistas, junto al cardenal Alberoni y el secretario Patiño, de la política militar española durante el primer reinado de Felipe V, tanto en su orientación hacia la guerras de Italia como en la creación del sistema de intendencias. 

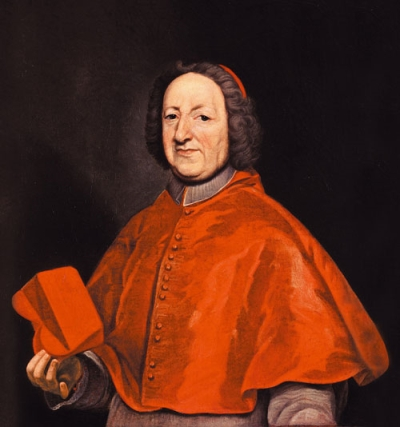
Retrato del cardenal Giulio Alberoni, primer ministro de Felipe V

Es también recordado por la comisión del Real Astillero de Ferrol y de la Plaza Mayor de Salamanca. A lo largo de su destacada carrera ocupó también los cargos de intendente general del Reino de Castilla, de Galicia y de los Cuatro Reinos de Andalucía, superintendente del Reino de Valencia y del Principado de Cataluña, corregidor de Salamanca, La Coruña, Betanzos, Chiclana y Huelva, regidor perpetuo y alcalde mayor de Cádiz, alcalde mayor de Úbeda y Jerez de la Frontera, gobernador de Ayamonte, alcaide del castillo de Lora del Río, oidor de la Real Audiencia de Sevilla y de la Real Audiencia de Valencia, alcanzando además el grado de mariscal de Campo del ejército y el hábito de caballero de la Orden de Santiago.

## Origen
Nació el 5 de agosto de 1663 en Valverde del Camino, condado de Niebla, como hijo segundo de Juan Caballero de Carmona, señor de la Casa de Caballero en Valverde, alguacil mayor y juez de apelaciones de Valverde y alcaide del Castillo de Setefilla, y de María Domínguez de Yllanes,"hijosdalgo notorios de sangre"pertenecientes a la nobleza clientelar de la Casa Ducal de Medina Sidonia en el condado de Niebla.Su hermano mayor fue el clérigo Diego Bernal Caballero e Yllanes, doctor en teología y juez de apelaciones del condado de Niebla y de Huelva por nombramiento del duque de Medina Sidonia, luego justicia mayor de Lora del Río, cura beneficiado y comisario del Santo Oficio de la Inquisición en Valverde. Su hermano menor, Juan Caballero e Yllanes, fue corregidor y alférez mayor del condado de Niebla, luego regidor, alcalde ordinario y alférez mayor de Valverde.

## Inicios

### Formación eclesiástica
Pretendiendo seguir a su hermano mayor en la carrera eclesiástica, consiguió el apoyo de su tío (primo de su padre) Rodrigo Cruzado y Caballero, obispo titular de Usula (Ossola) y auxiliar de Cuenca, para su ingreso con tan sólo diez años de edad (en 1673) al servicio del canónigo Diego de Espina y Aragón de la Colegiata de San Salvador de Sevilla. En 1681 se matriculó como colegial del colegio de Santa María de Jesús de la Universidad de Sevilla. Tras ordenarse "de corona y cuatro grados" en 1682, requisito para continuar con la carrera eclesiástica, se graduó, en noviembre de 1684, como bachiller en Derecho y Cánones, convirtiéndose a los pocos días en abogado de los Reales Consejos. 

### Primeros empleos
Abandonando la idea de continuar con la carrera eclesiástica, ingresó, al igual que el resto de su familia, al servicio del duque de Medina Sidonia, de quien obtuvo los empleos de capitán a guerra y corregidor de las villas de Chiclana y Conil de la Frontera. Además, entre 1690 y 1705, ostentó los empleos de alcalde mayor de Úbeda, gobernador y alcaide del Castillo de Lora del Río, alcalde mayor de Jerez de la Frontera, corregidor de la villa de Huelva, regidor perpetuo y alcalde mayor de Cádiz, gobernador de la plaza de armas de Ayamonte y de nuevo alcalde mayor de Cádiz, donde logró el grado de coronel de infantería en 1702 durante la Guerra de Sucesión Española.

### Oidor de Sevilla y Valencia
Los servicios prestados por el entonces coronel Caballero a la Corona fueron premiados por el rey Felipe V con su nombramiento como oidor de la Audiencia de Sevilla en 1705. En 1707, pasó a la Audiencia de Valencia, lo que sería el preludio de su brillante carrera dentro del sistema de intendencias del Estado Borbónico durante el reinado de Felipe V donde también promovió con éxito el monopolio del Estanco de Tabaco por parte de la Corona.

## Consejero de Guerra deFelipe V

### Intendente General del Reino de Valencia
En 1709, el coronel Caballero diseñó y presentó el proyecto de la “Nueva Superintendencia General de las Rentas”, germen del sistema de Intendencias. En dicho año recibió del rey el hábito de caballero de la Orden de Santiago.En 1711 fue nombrado intendente del Reino de Valencia y en 1713 superintendente del mismo. La crisis aguda en la recaudación del Cuartel de invierno, en tierras valencianas, y la falta de liquidez en la Intendencia precipitaron que Rodrigo Caballero diseñara el novedoso proyecto impositivo del Equivalente, en 1712, puesto en marcha en 1715: impuesto de enorme importancia en la fiscalidad y hacienda del Estado Borbónico durante todo el siglo XVIII. Este importante proyecto impositivo fue premiado por Felipe V con una plaza en el Consejo de Guerra, en 1714. Ya, en 1717, el enfrentamiento entre Felipe V y la Iglesia valenciana, a cuenta de la imposición del regalismo borbónico en el Reino de Valencia, provocó la excomunión temporal de Rodrigo Caballero, misma que fue levantada al poco tiempo.   

### Superintendente del Principado de Cataluña
De 1717 a 1720 sirvió como superintendente del Principado de Cataluña, tiempo durante el cual participó en la conquista de Cerdeña y de Sicilia en el contexto de la Guerra de la Cuádruple Alianza. Dentro de la política revisionista del cardenal Alberoni y José Patiño idearon la toma del Reino de Sicilia. Para ello, Patiño solicitó al rey, en 1718, contar con la experiencia y los conocimientos en hacienda y fiscalidad de Rodrigo Caballero. El valverdeño fue nombrado superintendente de las rentas del Principado de Cataluña y se convirtió en responsable de la organización de un ejército de 35.000 soldados y una armada de 570 embarcaciones, algo inédito hasta la fecha. Tras la conquista de Sicilia y la consiguiente guerra de la Cuádruple Alianza en 1719, Felipe V le encomendó la tarea de fortificar y abastecer la línea defensiva de Cataluña. Para lograr la financiación necesaria para un proyecto de esta magnitud, Caballero tuvo que rectificar los cálculos erróneos del catastro elaborado por José Patiño e implantado en 1715. Tras la publicación de las ordenanzas de los intendentes de julio de 1718, se produjo un duro enfrentamiento entre el victorioso capitán general, Francisco Pío de Saboya, marqués de Castel-Rodrigo, y el superintendente Caballero. La protección de Felipe V hacia el milanés se reflejó en la sustitución del valverdeño por su enemigo José Pedrajas, siendo destinado Caballero a la Intendencia del Reino de Galicia. Antes, Caballero dejó su impronta proto-ilustrada con el ofrecimiento a la oligarquía barcelonesa de la creación de una escuela náutica, en 1719, y un año después, una compañía comercial con las Indias.  

### Intendente General del Reino de Galicia

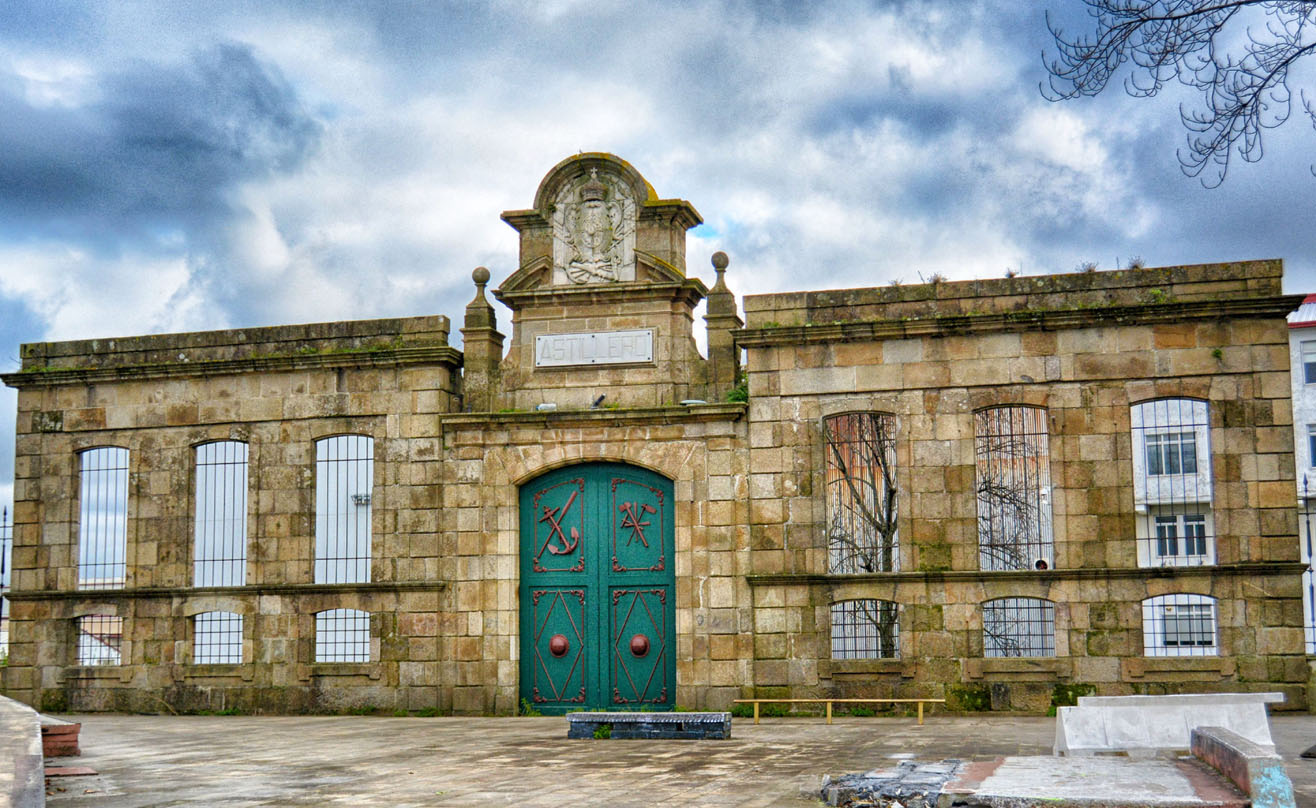
Puerta del antiguo Astillero de Ferrol, promovido por el mariscal Caballero

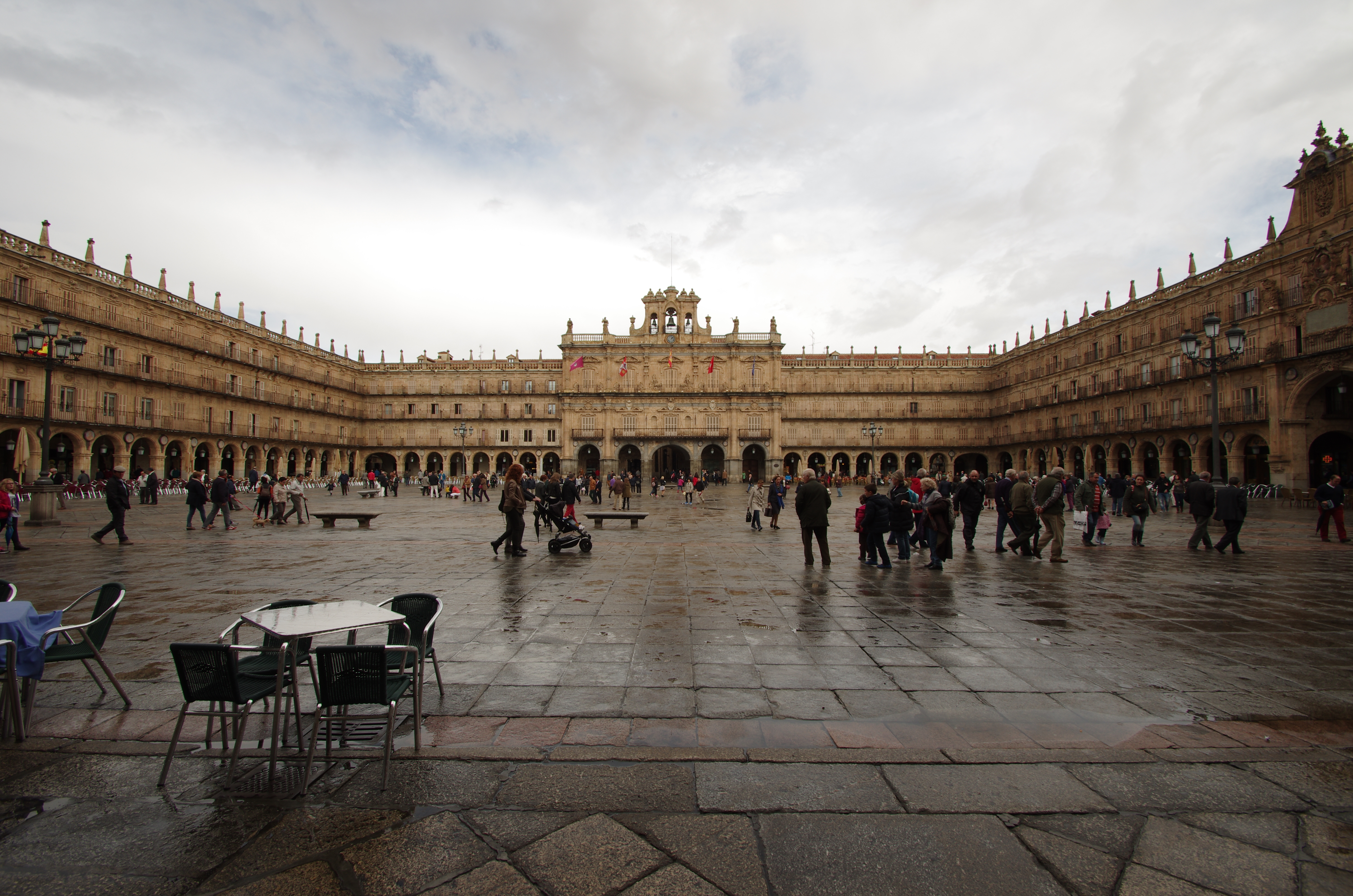
La Plaza Mayor de Salamanca encargada por el mariscal Caballero

Desde 1720 era intendente general del Reino de Galicia y corregidor de La Coruña y Betanzos, tiempo durante el cual trabajó arduamente en sentar las bases para acoger el primer astillero de Ferrol, que convertiría dicha localidad en uno de los centros de producción naviera y de asentamiento naval más importante del Reino. Rodrigo Caballero desplegó una inusual capacidad emprendedora e innovadora, que no fue entendida por la oligarquía y burguesía gallegas. Además, diseñó una serie de iniciativas constructivas de enorme calado para el bien común e interés general de la vecindad coruñesa de corte reformista y proto-ilustrado, como fueron las canalizaciones, fuentes y el acueducto de San Pedro de Visma en la ciudad de La Coruña, el proyecto de la creación de una compañía comercial con las Indias y la construcción de la base naval y astilleros de Ferrol. Igualmente como en Barcelona, Rodrigo Caballero se enfrentó con los capitanes generales Risbourg, en 1721, y Caylús, en 1723, así como con el arzobispado de Santiago. Cansado, Rodrigo Caballero solicitó un cambio de Intendencia.

## Intendente General del Reino de Castilla
En 1726, abandonó Galicia para tomar posesión de la intendencia general del Reino de Castilla y su frontera, así como del cargo de corregidor de Salamanca. La positiva actitud de la oligarquía y burguesía salmantinas propició que Rodrigo Caballero pudiera recrearse en una de sus mayores aficiones: la ingeniería civil y la arquitectura. La elocuencia y el emprendimiento del ya mariscal de campoCaballero encontraron la aceptación de las clases privilegiadas y la Iglesia de Salamanca para promover, como bien se sabe, la Plaza Mayor de Salamanca, con diseño de Alberto de Churriguera.  

Es reconocido por haber sido el que presentó una propuesta el día 9 de julio de 1728 ante el Ayuntamiento de Salamanca con la intención de crear una plaza mayor más organizada y dividir la existente plaza de San Martín (de gran tamaño y muy desorganizada) en tres secciones: "la Mayor" (que se convirtió en la actual plaza Mayor de Salamanca), "la del Mercado" (antes denominada del Carbón) y "la del Poeta Iglesias" (antes de la Lonja). Entre las palabras que se recogen en los anales, que Rodrigo pronunció para convencer al Ayuntamiento de su propuesta, se recuerdan las siguientes de manera especial: 

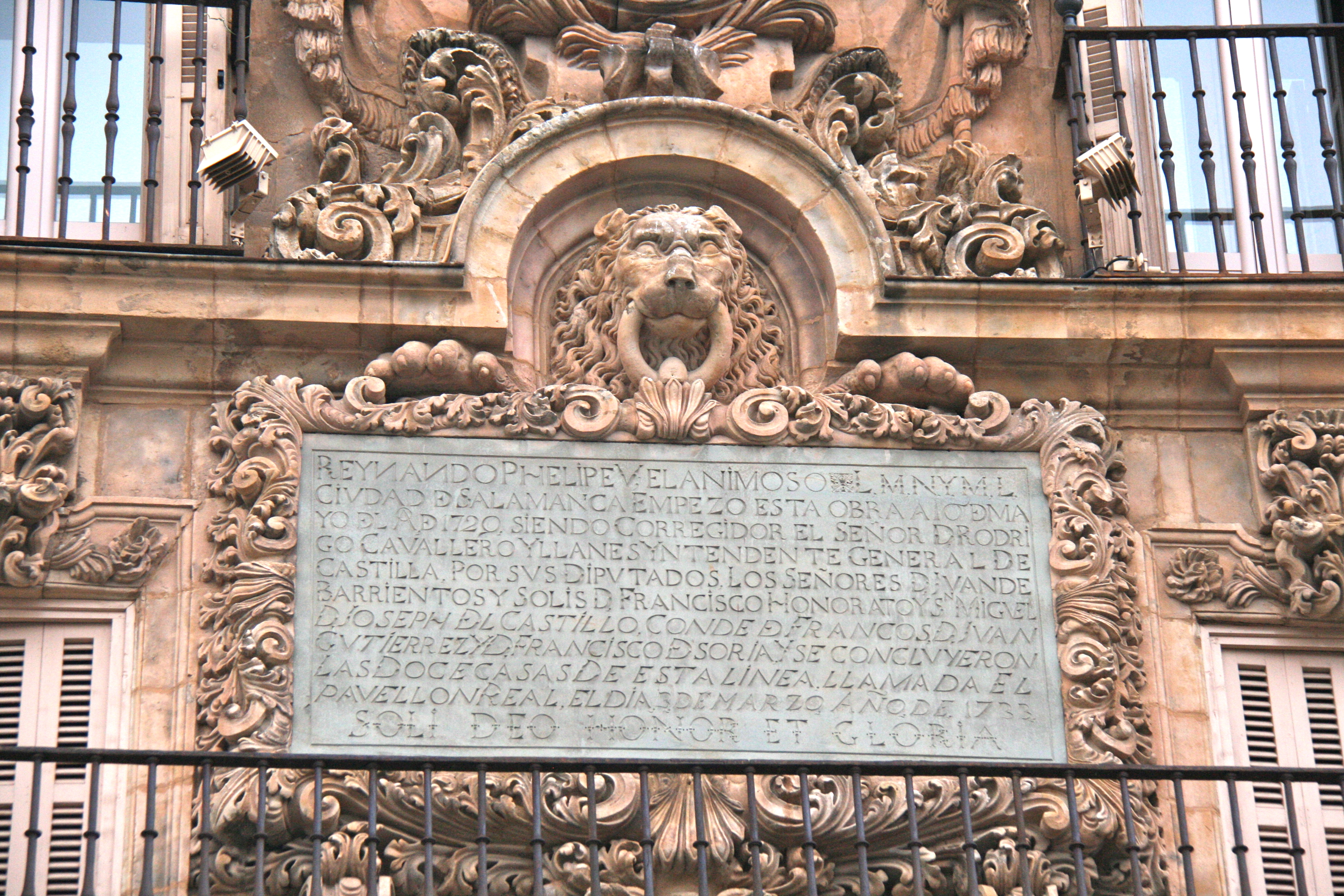
Placa conmemorativa en la Plaza Mayor de Salamanca, reconociendo su comisión por D. Rodrigo Cavallero y Llanes.

"Tan gran ciudad, centro de sabiduría, fábrica de eminentísimos hombres; sus ilustrísimos colegios mayores, fundaciones, comunidades religiosas, tan grandes seminarios; tanta grandeza obligaba a la erección de una Plaza Mayor, para ornato de la urbe, para decoro de su comercio e instituciones, para sus visitantes y para el público nativo, con pórticos cubierto”, urgían a su edificación..."
Su propuesta fue aceptada el mismo día, encomendándose su diseño y edificación al arquitecto Alberto de Churriguera, gran exponente del barroco dieciochesco. Durante este tiempo, Rodrigo Caballero tuvo un enfrentamiento con la poderosa Universidad de Salamanca a cuenta de los privilegios sobre las carnicerías.  
La lápida de pizarra situada bajo la efigie de San Fernando reza así:

REYNANDO PHELIPE V EL ANIMOSO LA M.N. Y M.L. CIUDAD DE SALAMANCA EMPEZO ESTA OBRA A 10 DE MAYO DEL AÑO 1729, SIENDO CORREGIDOR EL SEÑOR D. RODRIGO CAVALLERO Y LLANES, YNTENDENTE GENERAL DE CASTILLA, POR SUS DIPUTADOS LOS SEÑORES D. JUAN DE BARRIENTOS Y SOLIS, D. FRANCISCO HONORATO Y SAN MIGUEL, D. JOSEPH DEL CASTILLO, CONDE DE FRANCOS, D. JUAN GUTIERREZ Y D. FRANCISCO DE SORIA, Y SE CONCLUYERON LAS DOCE CASAS DE ESTA LINEA LLAMADA PAVELLON REAL EL DIA 3 DE MARZO AÑO DE 1733. SOLI DEO HONOR ET GLORIA

## Últimos años y muerte
En 1733, con la guerra en tierras italianas ya iniciada y por orden del rey, el asistente y mariscal Caballero realizó unas contundentes campañas de prendimiento de vagabundos, ociosos, gitanos y maleantes que engrosarían los ejércitos españoles. 
En 1738 fue llamado a la Corte a ocupar su puesto en el Consejo de la Guerra, dejando la Asistencia de Sevilla e Intendencia de Andalucía. 
El mariscal Caballero falleció en la corte de Madrid en el año de 1740, siendo enterrado en la Iglesia del Noviciado de la Compañía de Jesús (actual Iglesia de San Martín) de Madrid. 

En la Gaceta de Madrid se publicó:
“El dia 11 de este mes murió en esta Corte, de edad de 77 años Don Rodrigo Cavallero y Llanes, Cavallero del Orden de Santiago, del Consejo de S.M. en el Supremo de Guerra, en cuyo empleo, y otros, que exerció por espacio de 54 años, sirvió siempre con mucho zelo, aplicación y desinterés".

## Matrimonio y descendencia
Casó el 24 de noviembre de 1687 en Chiclana con Agustina Josefa Enríquez de Guzmán y Blandón (1675, Cádiz), hija del capitán Sebastián Enríquez de Guzmán y Perea (f. 1684, Veracruz, Nueva España), destacado cargador del Real Consulado de Indias, y de Guiomar Pinto-Suárez y Blandón. De su matrimonio obtuvo numerosa descendencia destacada en el servicio y administración militar del sistema de intendencias. Además, fundó tres mayorazgos y señoríos a favor de sus hijos, auxiliares en la integración de los mismos en la nobleza titulada. Fueron padres de:
1. María Caballero y Enríquez de Guzmán. señora y I mayorazgo de la Casa de Caballero, al que le sucedió su hermano Juan (debajo).
2. Sebastián Caballero y Enríquez de Guzmán (1689, Cádiz), I señor del Rincón de la Barca (en Chiclana) y comendador de Aguilarejo en la Orden de Santiago, miembro del Consejo de Hacienda, capitán de infantería del Reino de Sevilla, intendente de la Real Fábrica de Tabacos de Sevilla. Casó en la catedral de Cádiz con Petronila de Zaldívar y Porrata, hija de Raimundo de Zaldívar y Ortiz de Landázuri, II conde de Saucedilla, caballero de la Orden de Alcántara, y María Manuela de Porrata y Mora-Figueroa. Tuvieron por hijos a:
1. Narcisa Caballero y Zaldívar. Casó con Pedro Colarte y López de Morla, III marqués del Pedroso, regidor perpetuo de Cádiz, gentilhombre de boca de Su Majestad, caballero de la Orden de Santiago.
2. Manuela Caballero y Zaldívar. Casó con José Alfonso de Tavira y Cerón, hijo de Félix de Tavira y Godoy, II marqués del Cerro de la Cabeza, y Ana Cerón y de la Cueva.
3. Francisca Caballero y Zaldívar.
4. Josefa Caballero y Zaldívar.
5. Agustina Caballero y Zaldívar.

3. Vicente Caballero y Enríquez de Guzmán, I señor de La Isla y del Coto de la Grana (en Chiclana), intendente general del Reino de Jaén, corregidor de Jerez de la Frontera y Huesca, capitán de infantería del regimiento de Burgos, factor de la Renta del Tabaco en La Habana, caballero de la Orden de Santiago. Casó con Inés de Solórzano y Trigoso, hija del coronel de caballería Manuel de Solórzano Bolívar y Mendoza, veedor de la artillería de Andalucía (hijo de Francisco Antonio de Solórzano y Gil-Barrón, caballero de la Orden de Santiago, veedor general de la provincia de Andalucía), y de Francisca de Trigoso y Masón-Blanco
4. Margarita Caballero y Enríquez de Guzmán. Casó con su primo hermano Pedro de Castilla y Caballero, del Consejo de Su Majestad y el Consejo de Guerra, alcalde de Casa y Corte de Madrid y alcalde del crimen de la Real Chancillería de Valladolid, hijo de Bartolomé Alonso de Castilla y de Catalina Martín-Caballero e Yllanes.
5. Juan Caballero y Enríquez de Guzmán (1695, Cádiz), señor y II mayorazgo de la Casa de Caballero, sargento mayor de Tortosa, capitán del regimiento de Lombardía y de la Fortaleza de Porto Longone bajo el mando de José Ignacio Carrillo de Albornoz, I duque de Montemar, gobernador interino de la Isla de Elba. Casó en Porto Longone en 1717 con María Bernarda Delfín.hija del nobile Pedro Delfín, gobernador y veedor general de la Isla de Elba, y de Hortensia Rodríguez degli'Appiano Tuvieron por hijos a:
1. Rodrigo Caballero y Delfín (muerto en la infancia).[17]
2. José Caballero y Delfín, señor y III mayorazgo de la Casa de Caballero, teniente de infantería del regimiento de Soria.
3. Pedro Luis Gonzaga Caballero y Delfín, teniente coronel de los Reales Ejércitos y capitán del regimiento de caballería de Santiago, caballero de la Real Orden Española de Carlos III.[18]
4. Pedro Isidro Caballero y Delfín, caballero de la Real Compañía de Guardias Marinas.[19][17]
5. Juan Antonio Caballero y Delfín, caballero de la Real Compañía de Guardias Marinas.[19][17]
6. Agustín Caballero y Delfín, presbítero de Alcanar.
7. Francisco Tomás Caballero y Delfín. Casó con María Antonia d'Anglès i Prima, hija del cavaller Jeroni d'Anglès i Pastor, regidor de Alcanar, y de Josefa Prima i Reverter.[20]
8. Estanislao Caballero y Delfín.
9. Raimunda Caballero y Delfín. Casó con Buenaventura Vidal y Guerau, caballero y teniente de hermano mayor de la Real Maestranza de Caballería de Valencia,[21][22] sobrino y sucesor del I marqués de Villores.[23] Fueron fundadores del mayorazgo de los Vidal-Caballero en Valencia.[24]
10. María Antonia Caballero y Delfín. Casó con Diego Felipe de Cifuentes.
11. María Francisca Caballero y Delfín. Casó con Francesc d'Abària i Simo, noble de Tortosa.[25]
12. Teresa Margarita Caballero y Delfín. Casó con el cavaller Joan Baptista de Giner i Martorell i Bonet (1717-1803), hijo del cavaller Francesc de Giner i Martorell, de Ulldecona, y de Úrsula Bonet, de Almenara.[26]

6. Diego Caballero y Enríquez de Guzmán. Murió sin descendencia en un combate naval "contra los moros".
7. Florentina Caballero y Enríquez de Guzmán. Casó con su pariente Juan Muñoz-Cruzado y Dávila, señor de la Torre Mochuela, caballero de la Orden de Santiago, alcalde del estado noble en Manzanilla y Coria del Río, hijo del licenciado Gonzalo Muñoz-Cruzado y Caballero, abogado de la Real Chancillería de Granada, y de María Muñoz-Dávila.
Fue además padre de dos hijos naturales:
1. Rodrigo Caballero "el Manco", sargento mayor de Tarragona. Casó con Inés Fernández de Bobadilla, hija del capitán Manuel Fernández de Bobadilla, señor de la Torre de Bobadilla, caballero de la Orden de Calatrava, y de Antonia de los Ríos.
2. Agustín Caballero, mariscal de campo en la Real Guardia de Corps, gobernador del Real Sitio de Aranjuez, intendente de los Reales Sitios de San Ildefonso y Valsain, caballero de la Real Orden Española de Carlos III.